# École nationale supérieure des arts appliqués et des métiers d'art
L'École nationale supérieure des arts appliqués et des métiers d'art (ENSAAMA) è un istituto pubblico di educazione artistica e tecnica situato nel XV arrondissement di Parigi, rue Olivier-de-Serres (a volte chiamato "Scuola Olivier-de-Serres").
ENSAAMA oggi è una scuola pubblica con 710 studenti in formazione post laurea, con un carattere professionale diversificato.

## Famoso laureato
- Guy Lux, un conduttore televisivo francese